# امیرهوشنگ آریانپور
امیرهوشنگ آریانپور (درگذشته ۱۴۰۰) نظامی ایرانی و معاون و جانشین نیروی دریایی شاهنشاهی در دورهٔ محمدرضا پهلوی بود.